# 4. tisućljeće pr. Kr.
◄ | 5. tisućljeće pr. Kr. | 4. tisucljeće pr. Kr. | 3. tisućljeće pr. Kr. | ►
40. stoljeće pr. Kr. | 39. stoljeće pr. Kr. | 38. stoljeće pr. Kr. | 37. stoljeće pr. Kr. | 36. stoljeće pr. Kr. | 35. stoljeće pr. Kr. | 34. stoljeće pr. Kr. | 33. stoljeće pr. Kr. | 32. stoljeće pr. Kr. | 31. stoljeće pr. Kr.
4. tisućljeće pr. Kr. je je razdoblje od 4000. pr. Kr. do 3001. pr. Kr..

## Razdoblja
- Završava srednje kameno doba, grupe mezolitnih lovaca, ribara i skupljača.
- Počinje megalitska kultura

## Glavni događaji i razvoji
- oko 3900. pr. Kr. - prestanka postojanja danilske kulture, pojava hvarske kulture.
- 3761. pr. Kr.: Početak Židovskog kalendara, od stvaranja svijeta.
- oko 3500 pr. Kr. - izum pisma, povjesničari ovo drže kao početak povijesti
- oko 3300. pr. Kr. - kraj Hvarske kulture
- 11. kolovoza 3144. pr. Kr. vjerojatni početak Majanskog kalendara.
- od oko 3200. pr. Kr. u Indiji počinje domesticiranje domaćih kokoši
- u Mezopotamiji se kultivira vinova loza (Vitis vinifera). Većina današnjih sorti vodi porijeklo od ove mezopotamijske.
- preci Eskima prelaze Beringov prolaz i iz Azije dolaze na Aljasku
- u Egiptu se oblikuju dva kraljevstva, u delti Nila Donji Egipat, a u dolini Nila Gornji Egipat. Krajem 4. tisućljeća pr. Kr. faraon Menes ujedinjuje oba kraljevstva. Egipatsko carstvo širi se do Sinaja.
- na obalama Žutog mora u Kini postoji Davenkou kultura. Obilježava ju poljoprivreda, stočarstvo i ribolov.

## Važnije osobe
- oko 3340. pr. Kr. živio Ötzi, "Ledeni čovjek", čije mumificirano tijelo je nađeno u otopljenom ledenjaku

## Izumi i otkrića
- razvoj pisma u Sumeru (klinasto pismo) i Egiptu (hijeroglifi)
- 38. stoljeće pr. Kr.:

- pronalazak čavla
- početak slikanja kistom u Kini

## Vanjske poveznice
|  | Zajednički poslužitelj ima još gradiva o temi 4. tisućljeće pr. Kr. |